# 草双纸

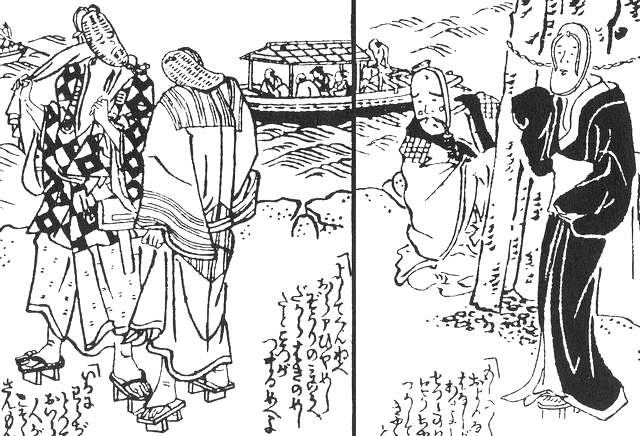
黄表紙《運次第出雲縁組》

草双纸（／ Kusazōshi）是日本江户时代中期至明治时代早期（17世纪末至19世纪）流行的木刻版画通俗插图小说，属于戏作的一种，文字以假名书写，主要以妇女儿童为读者对象。草双纸以图为主，图文结合，体裁则简素化、庶民化。“草”（ kusa）的意思是“草根的、业余的、非正式的”。
依据其封面（表纸）的颜色，可分为赤本（／ akahon）、青本（／ aohon）、黑本（／ kurohon）等，最初出现的是在宽文二年（1662年）左右面世的赤本，一开始是以儿童为主要对象的作品。但自安永四年（1775年）到文化初年之间，即十八世纪末叶左右，又出现了黄表纸（／ kibyōshi），主要面向成人读者，后来由出现了长篇化的黄表纸，数册黄表纸缀集起来的长篇被称为合卷（／ gōkan）。

## 图集

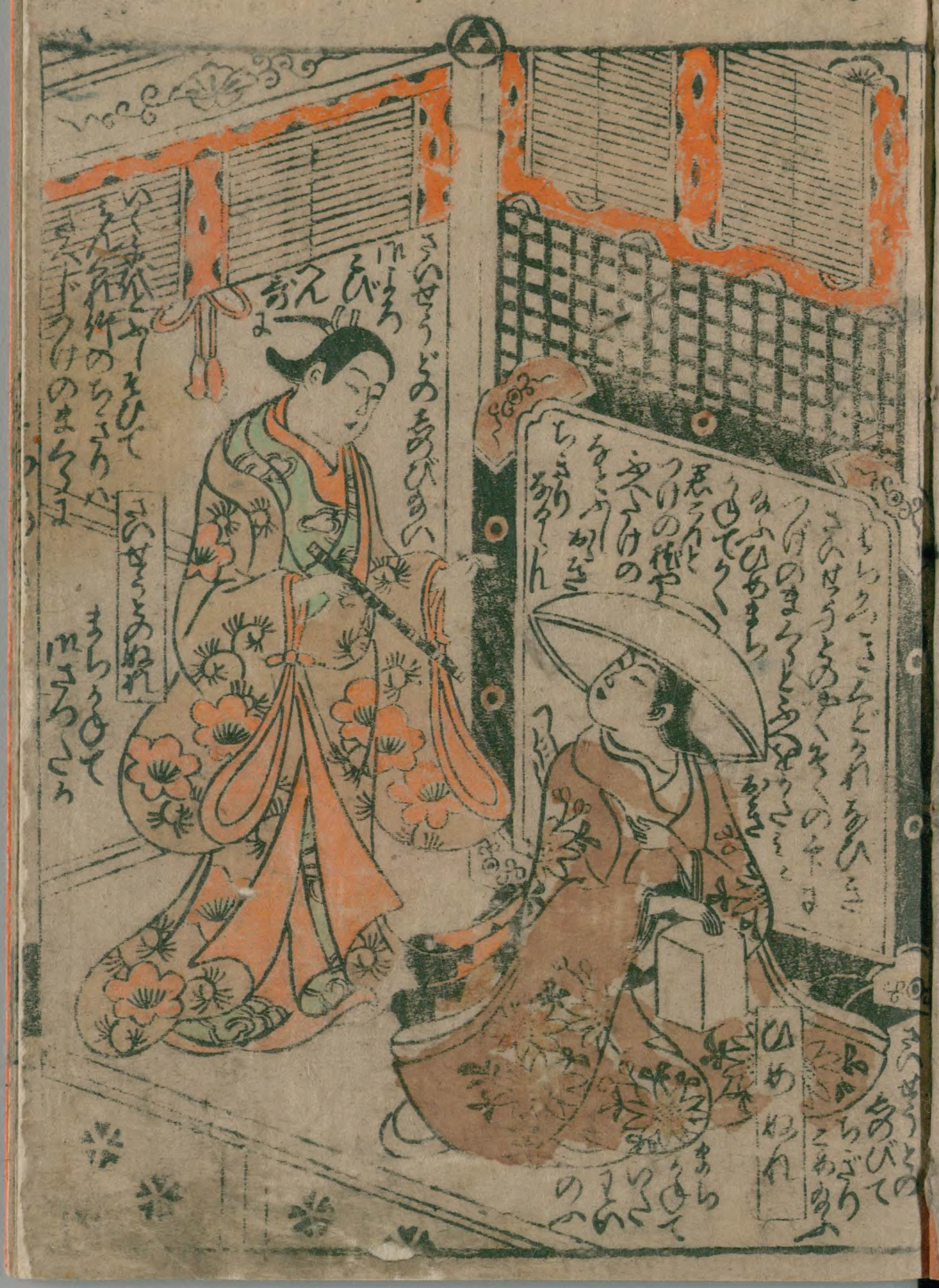
约1735年至1745年间出版的一本赤本的内页，内容为经典“御伽草子”故事戴钵公主（／ Hachikazuki）
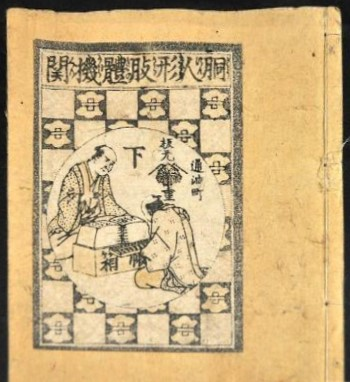
一本黄表纸的封面
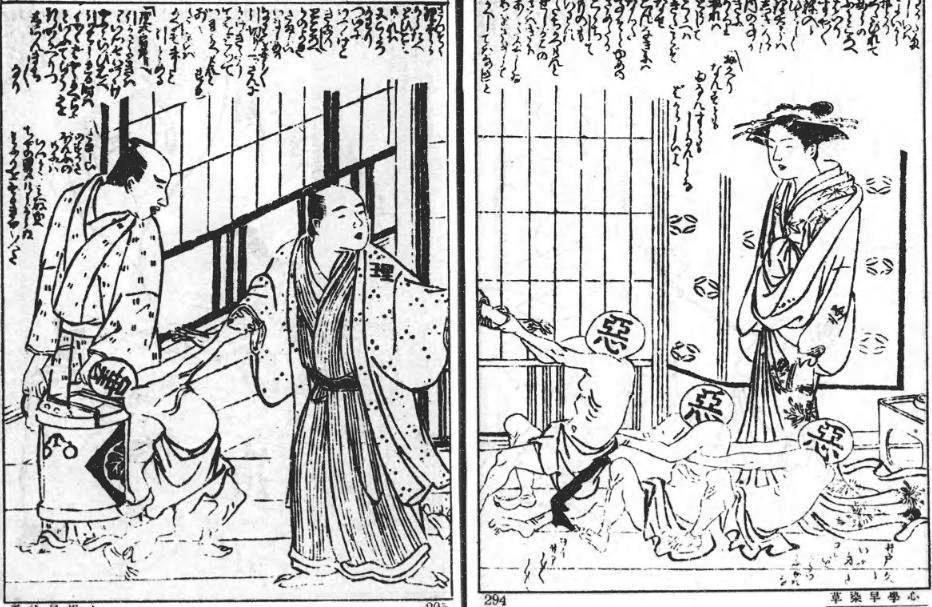
1790年刊行的黄表纸《心学早染草》内页
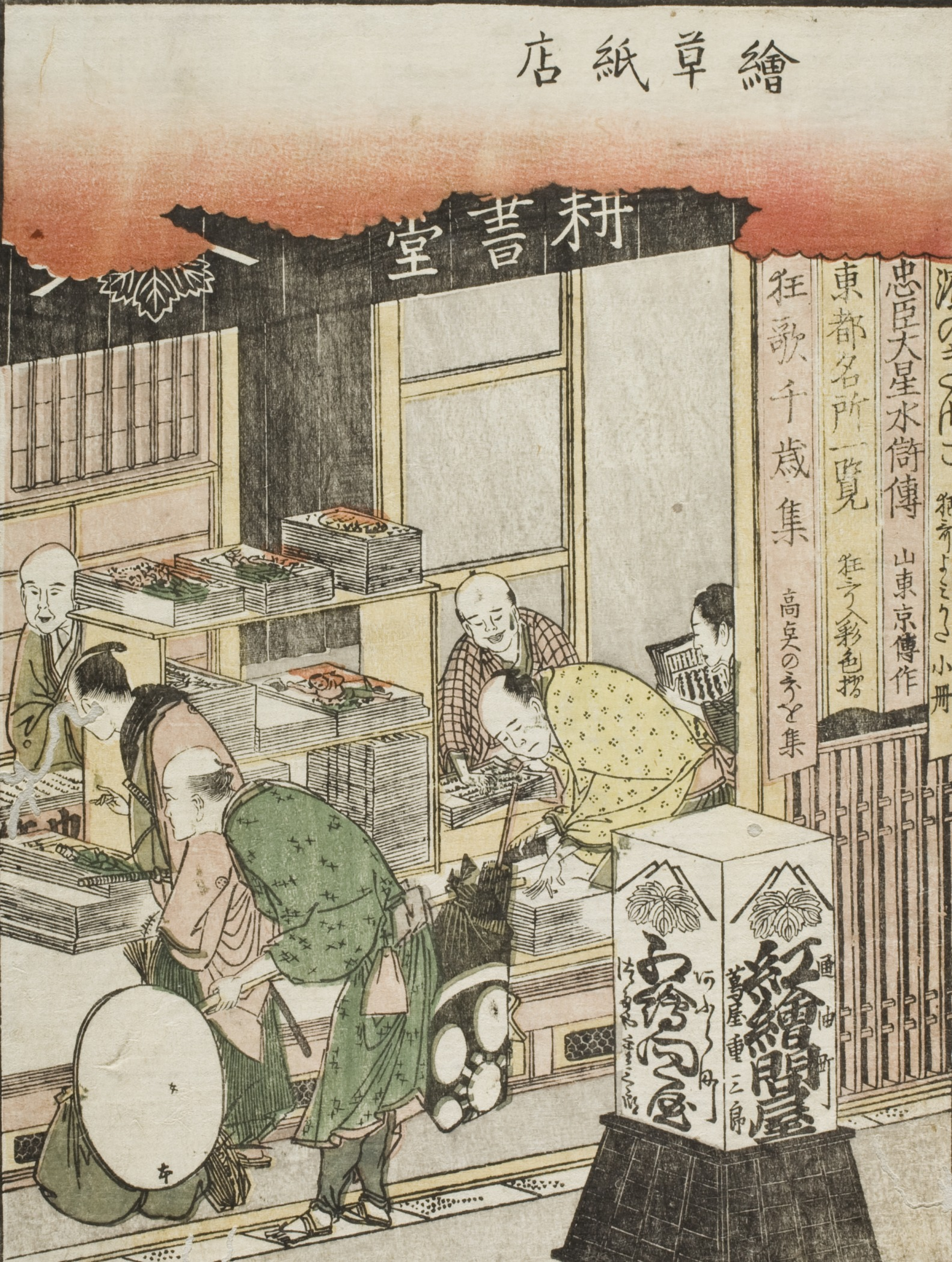
绘草纸店
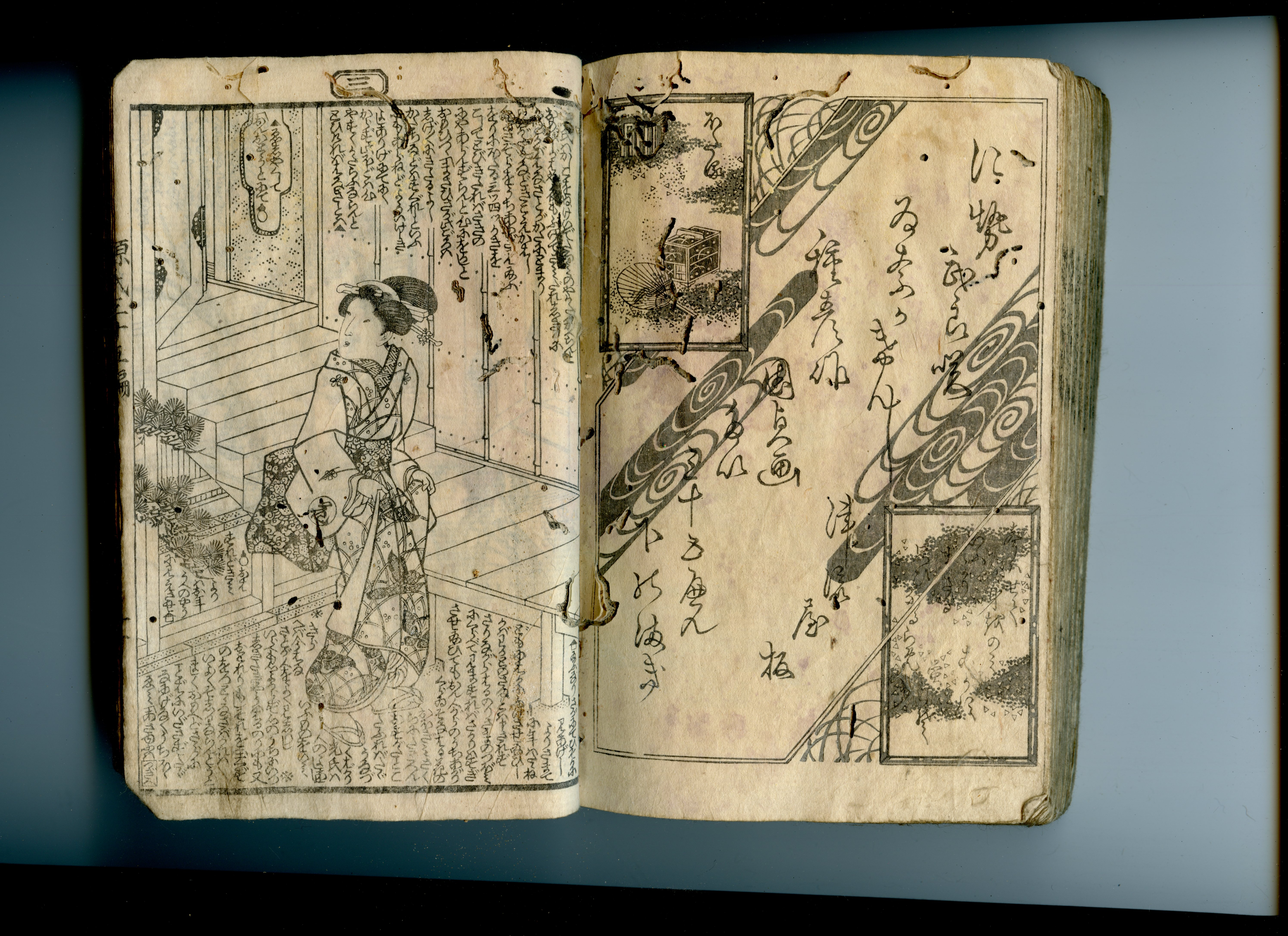
柳亭種彦的《偐紫田舎源氏》（／ Nise Murasaki inaka Genji），是《源氏物语》的改编作品，属于合卷
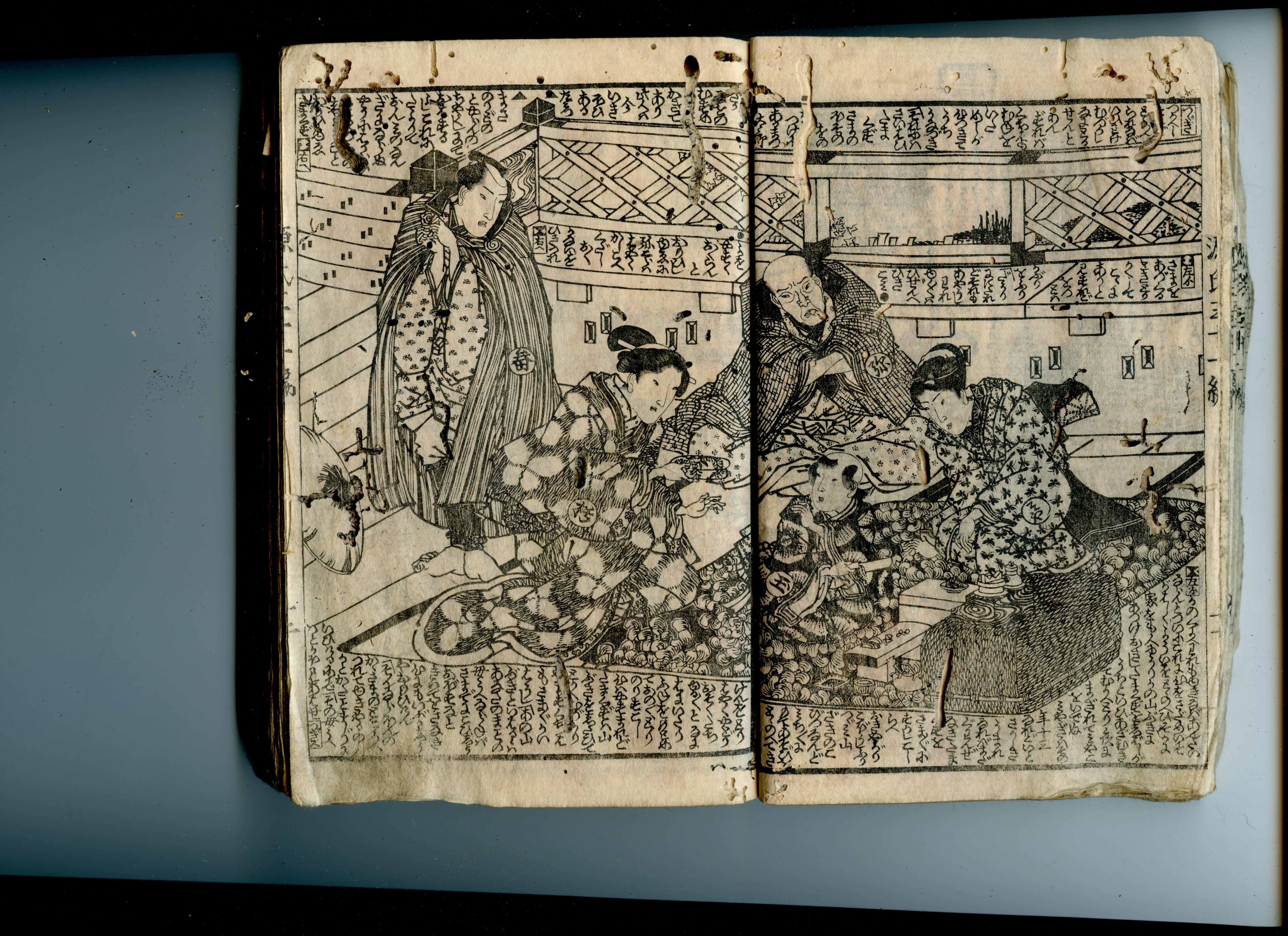
合卷《偐紫田舎源氏》内页
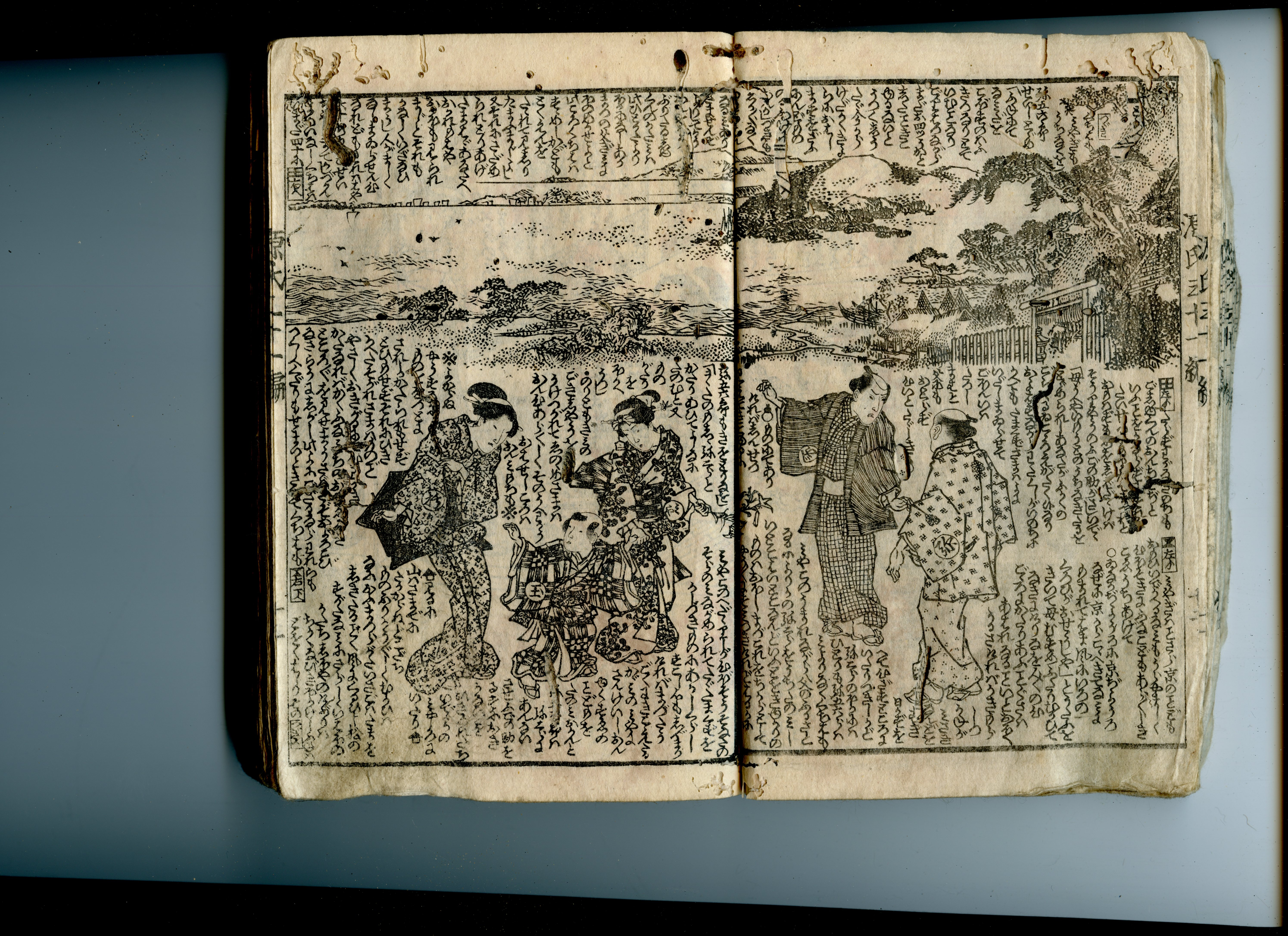
合卷《偐紫田舎源氏》内页

## 外部连接
- 渓斎英泉『続浮世絵類考』 （页面存档备份，存于）
- 高木元：『草双紙の19世紀』 （页面存档备份，存于）
- 早稲田大学図書館 古典籍データベース 一例黑本 （页面存档备份，存于）